# Calcinosis estriopalidodentada bilateral
Descrito por primera vez en 1951, el síndrome de Fahr también conocido como ferrocalcinosis cerebro vascular, calcinosis de los núcleos del cerebro es una enfermedad que se presenta por calcificaciones masivas de núcleos de masa gris central, sin haber anomalía alguna en el metabolismo del calcio. Paralelamente, aparecen signos neurodegenerativos.

Síndrome de Fahr se transmite con un patrón autosómico dominante

El inicio de los signos neurodegenerativos aparece de los 30 a 40 años de edad, aunque han sido descritos casos juveniles. Estos signos son variados:
- Síndrome parkinsoniano
- Problemas de la marcha
- Ataxia cerebelosa
- Demencia[1]

La constatación de las calcificaciones de la masa gris central es frecuente en muchas enfermedades. Cerca del 1 por ciento de los escáneres cerebrales muestran la presencia de calcificaciones de núcleos de masa gris central sobre todo después de los 60 años.[cita requerida] Esta constatación no se acompaña de un aumento de patología neurológia en estas personas.